# Liste der Erzbischöfe und Bischöfe von Köln

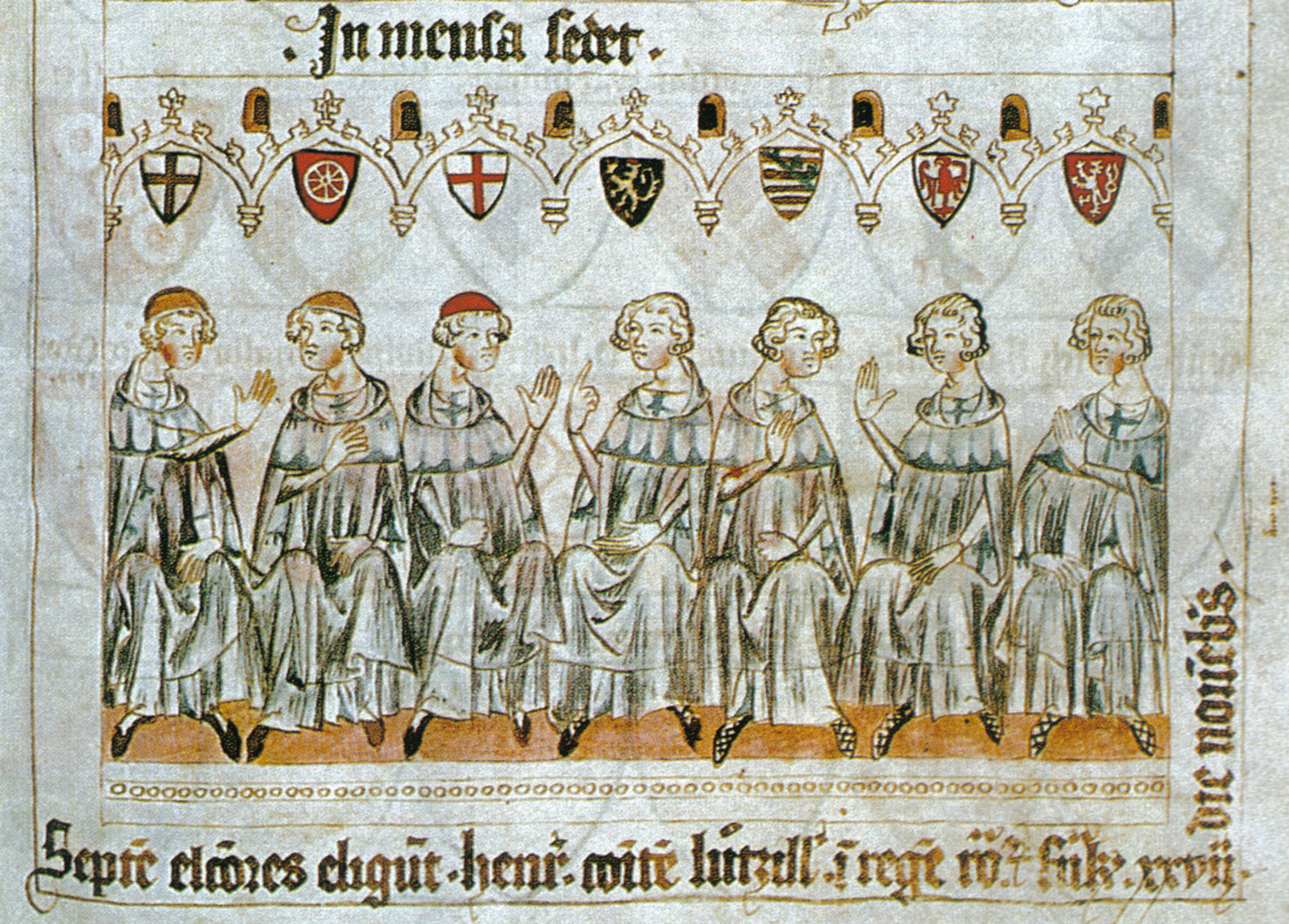
Die sieben Kurfürsten wählen Heinrich VII. zum König. Die Kurfürsten, durch die Wappen über ihren Köpfen kenntlich, sind, von links nach rechts, die Erzbischöfe von Köln, Mainz und Trier, der Pfalzgraf bei Rhein, der Herzog von Sachsen, der Markgraf von Brandenburg und der König von Böhmen. Bilderchronik des Kurfürsten Balduin von Trier, Trier um 1340 (Landeshauptarchiv Koblenz, Bestand 1 C Nr. 1 fol. 3b).

Der Erzbischof von Köln war von 953 bis 1801 Metropolit über das Erzbistum Köln, Reichsfürst über das Erzstift Köln und ab Mitte des 13. Jahrhunderts zugleich einer der Kurfürsten im Heiligen Römischen Reich Deutscher Nation. Nach dem Frieden von Lunéville wurde durch Napoleon Bonaparte die Auflösung der linksrheinischen Bistumsstrukturen veranlasst. Eine Säkularisation schloss sich an. Mit der päpstlichen Bulle De salute animarum wurde nach dem Wiener Kongress der Kölner Oberhirte 1821 für die Funktion des Metropoliten der Rheinischen Kirchenprovinz vorgesehen; 1824/25 trat mit Ferdinand August von Spiegel ein Kölner Erzbischof dieses durch die Neuumschreibung Pius’ VII. wiederbelebte Amt erstmals an.
Die Liste umfasst bis heute (Stand 2022) 95 namentlich bekannte Bischöfe und Erzbischöfe von Köln. Von ihnen schieden acht durch Amtsverzicht und vier durch Amtsenthebung aus. Acht waren vor ihrem Amtsantritt Koadjutoren und sieben wurden durch den Papst frei ernannt. Neun von ihnen waren als Erzbischöfe zugleich Kardinal, einer wechselte an die Kurie, wo er Kardinal wurde. Sechs Erzbischöfe waren Vorsitzende der Deutschen Bischofskonferenz.
|             | Name                                          | von            | bis       | Anmerkungen |
|             | Maternus                                      | 313/314        |           | erster namentlich bekannter Bischof von Köln, vielleicht auch Bischof von Trier; Heiliger |
|             | Euphrates                                     | ca. 343        | 346       | Nachrichten, er sei ein Häretiker gewesen, dürften unzutreffend sein |
|             | Severin                                       | 397            |           | soll durch himmlische Zeichen vom Tode des Heiligen Martin von Tours erfahren haben; Heiliger |
|             | Carentinus                                    | 565            | 567       | soll die Domkirche erweitert und mit Emporen ausgestattet haben |
|             | Everigisil                                    | 590            |           | soll durch Staub aus dem Brunnen von St. Gereon von Kopfschmerzen geheilt worden sein; Heiliger; Gebeine ruhen in St. Peter (Köln) |
|             | Solatius                                      | 614            |           | |
|             | Sunnoveus                                     | vor 620        |           | |
|             | Remedius von Köln                             | vor 627        |           | |
|             | Kunibert                                      | ca. 627        | nach 648  | bedeutendster Bischof zwischen Severinus und Hildebold; Heiliger |
|             | Botandus                                      | nach 648       | ca. 690   | |
|             | Stephan                                       | ca. 690        | 692/694   | |
|             | Giso                                          | 692/694        | 711       | |
|             | Anno I.                                       | 711/715        | 715       | |
|             | Faramundus                                    | 711/716        | 723       | |
|             | Alduin                                        | 721/723        | 737       | |
|             | Reginfrid                                     | 737            | 743/745   | |
|             | Agilolf                                       | 746/747        | nach 748  | kaum identisch mit dem im Agilolfusschrein im Kölner Dom ruhenden Märtyrer gleichen Namens, mit dem er wohl verwechselt wurde; Heiliger |
|             | Hildegar                                      | 753            |           | |
|             | Berthelmus                                    | 762            |           | |
|             | Ricolf                                        | 768            | 777/782   | |
| Erzbischöfe | seit 795                                      |                |           | |
|             | Hildebold                                     | 787            | 818       | geistlicher Berater Karls des Großen; je nach Bauzeit möglicher Initiator des alten Doms von Köln. |
|             | Hadebald                                      | 819            | 841       | schenkte dem Heiligen Ansgar von Bremen ein Schiff für seine Missionsreise nach Dänemark |
|             | Liutbert                                      | 842            |           | später auch Bischof von Münster |
|             | Hilduin                                       | 842            | 848/849   | vorher Abt von Saint-Denis bei Paris |
|             | Gunthar von Köln                              | 850            | 863       | abgesetzt; † 873; je nach Bauzeit möglicher Bauherr des alten Domes |
|             | Willibert                                     | 870            | 889       | als erster Erzbischof im Dom beigesetzt |
|             | Hermann I.                                    | 889/890        | 924       | Beiname „der Fromme“; erhielt von Papst Stephan VI. neue Reliquien für die von den Normannen zerstörte Kirche |
|             | Wichfrid                                      | 924            | 953       | war auch Erzkaplan König Ottos des Großen |
|             | Brun (Bruno I.)                               | 953            | 965       | war zugleich Herzog von Lothringen und vereinte damit erstmals weltliche und geistliche Gewalt. Bis 1801 bleiben die Kölner Erzbischöfe auch weltliche Regenten; Heiliger |
|             | Folcmar                                       | 965/966        | 969       | erhob 966 in St. Pantaleon die Gebeine des Märtyrers Maurinus |
|             | Gero                                          | 969            | 976       | stiftete das Gerokreuz im Kölner Dom |
|             | Warin                                         | 976            | 985       | gab einen Teil des Petrusstabes nach Trier ab |
|             | Everger                                       | 985            | 999       | veranlasste die Bestattung der Kaiserin Theophanu in St. Pantaleon |
|             | Heribert                                      | 999            | 1021      | erbaute die Pfalzkapelle am Kölner Dom; Heiliger |
|             | Pilgrim                                       | 1021           | 1036      | erster Erzkanzler für Italien. Dieses Amt blieb seitdem mit dem Kölner Erzbischofsstuhl verbunden |
|             | Hermann II.                                   | 1036           | 1056      | Beiname „Der Edle“, Enkel der Kaiserin Theophanu |
|             | Anno II.                                      | 1056           | 1075      | wurde 1074 aus der Stadt vertrieben, die er jedoch vier Tage später wieder zurückeroberte; Heiliger |
|             | Hildolf                                       | 1076           | 1078      | wurde den Kölnern von König Kaiser Heinrich IV. aufgedrängt |
|             | Sigewin von Are                               | 1078           | 1089      | baute die abgebrannte Kirche St. Maria ad Gradus wieder auf |
|             | Hermann III., von Hochstaden                  | 1089           | 1099      | Beiname „der Reiche“ |
|             | Friedrich I., von Schwarzenburg               | 1100           | 1131      | weihte 1112 den Hl. Norbert von Xanten im Kölner Dom zum Priester |
|             |                                               |                |           | Gottfried von Cuyk wurde 1131 zum Erzbischof gewählt, jedoch nicht bestätigt. |
|             | Bruno II., von Berg                           | 1131           | 1137      | weihte 1133 sein Stammschloss Altenberg an der Dhünn zum Kloster der Zisterzienser |
|             | Hugo von Sponheim                             | 1137           |           | starb nur vier Wochen nach seiner Konsekration |
|             | Arnold I.                                     | 1137           | 1151      | Unter ihm predigte 1147 der Hl. Bernhard von Clairvaux im Kölner Dom zum Zweiten Kreuzzug. |
|             | Arnold II., von Wied                          | 1151           | 1156      | gründete das Benediktinerinnenkloster in Schwarzrheindorf |
|             | Friedrich II., von Berg                       | 1156           | 1158      | |
|             | Rainald von Dassel                            | 1159           | 1167      | veranlasste die Überführung der Reliquien der Heiligen Drei Könige nach Köln |
|             | Philipp I., von Heinsberg                     | 1167           | 1191      | durch Friedrich I. Barbarossa mit der Herzogswürde für Westfalen belehnt, bis dahin Teil des Stammesherzogtums Sachsen |
|             | Bruno III., von Berg                          | 1191           | 1193      | Amtsverzicht, um Zisterziensermönch in Altenberg zu werden; † um 1200 |
|             | Adolf I., von Altena                          | 1193           | 1205      | abgesetzt wegen Untreue durch Papst Innozenz III.; † 1220 |
|             | Brun(o) IV., von Sayn                         | 1205           | 1208      | wurde von seinem Vorgänger gefangen genommen und zwei Jahre arrestiert |
|             | Dietrich I., von Hengebach                    | 1208           | 1212/1215 | 1212 abgesetzt im Namen des Papstes; Absetzung 1215 durch den Papst bestätigt; † um 1224 |
|             | Engelbert I. von Berg                         | 1216           | 1225      | ermordet von einem Verwandten; Heiliger |
|             | Heinrich I., von Müllenark                    | 1225           | 1238      | ließ die Mörder Engelberts hinrichten und betrieb die Heiligsprechung seines Vorgängers |
|             | Konrad I., von Hochstaden                     | 1238           | 1261      | erwirkte die am 3. Oktober 1247 in Worringen bei Köln durchgeführte Wahl Graf Wilhelms II. von Holland zum Gegenkönig (gegen Kaiser Friedrich II.), legte am 15. August 1248 den Grundstein zum gotischen Kölner Dom und am 3. März 1255 zur Zisterzienserabteikirche in Altenberg (= Altenberger Dom); einer der bedeutendsten Politiker auf dem erzbischöflichen Thron                                                               |
|             | Engelbert II., von Falkenburg                 | 1261           | 1274      | verlegte die erzbischöfliche Residenz von Köln nach Bonn |
|             | Siegfried von Westerburg                      | 1275           | 1297      | erlitt eine einschneidende Niederlage in der Schlacht von Worringen |
|             | Wigbold von Holte                             | 1297           | 1304      | In seiner Amtszeit wurde der gotische Domchor fertiggestellt. |
|             |                                               | 1304           |           | Wilhelm von Jülich: Vom Papst ernannt, fiel er in der Schlacht von Mons. |
|             | Heinrich II., von Virneburg                   | 1304           | 1332      | vom Papst frei ernannt |
|             |                                               |                |           | Adolf von der Mark wurde 1332 durch das Kölner Domkapitel postuliert, jedoch nicht vom Papst ernannt. |
|             | Walram von Jülich                             | 1332           | 1349      | vom Papst frei ernannt; schloss 1334 mit der Stadt Köln einen Freundschaftsvertrag |
|             | Wilhelm von Gennep                            | 1349           | 1362      | vom Papst frei ernannt; förderte den Landfrieden im Heiligen Römischen Reich |
|             |                                               |                |           | Johann von Virneburg wurde zum Erzbischof gewählt, jedoch nicht vom Papst ernannt |
|             | Adolf II., von der Mark                       | 1363           | 1364      | war 1357–1363 Bischof von Münster; vom Papst frei ernannt; trat zurück, um sein Geschlecht vor dem Aussterben zu bewahren, heiratete und wurde Stammvater des Hauses Kleve-Mark |
|             | Engelbert III., von der Mark                  | 1364           | 1368      | war 1345–1364 Bischof von Lüttich; ab 1366 ohne Geschäftsführung; vom Papst frei ernannt |
|             | Kuno von Falkenstein                          | 1366           | 1370      | 1366–1370 Administrator des Erzbistums mit dem Titel Koadjutor; 1362–1388 Erzbischof von Trier |
|             | Friedrich III., von Saarwerden                | 1370           | 1414      | vom Papst auf Vorschlag des Kapitels ernannt |
|             |                                               | 1414           | 1414      | Wilhelm von Berg wurde zum Erzbischof gewählt, jedoch nicht vom Papst ernannt |
|             | Dietrich II., von Moers                       | 1414           | 1463      | ab 1415 auch Administrator des Bistums Paderborn |
|             | Ruprecht von der Pfalz                        | 1463           | 1478      | ab 1473 amtsverhindert; wurde 1473 vom Kaiser abgesetzt und 1478 zur Resignation gezwungen |
|             | Hermann IV., von Hessen                       | 1473           | 1480      | 1473–1480 Administrator des Erzbistums |
|             | Hermann IV. von Hessen                        | 1480           | 1508      | ab 1498 auch Bischof von Paderborn; minderte die Schuldenlast des Erzbistums und förderte die Liturgie und kirchliches Leben |
|             | Philipp II., von Daun                         | 1508           | 1515      | hielt ein Provinzialkonzil und setzte Reformen durch |
|             | Hermann V., von Wied                          | 1515           | 1547      | war zugleich Bischof von Paderborn; unterstützte die Reformationsbewegung; Amtsverzicht |
|             | Adolf von Schaumburg                          | 1546           | 1547      | Administrator des Erzbistums |
|             | Adolf III., von Schaumburg                    | 1547           | 1556      | ab 1533 Koadjutor; hob Neuerungen seines Vorgängers teilweise wieder auf und nahm am Konzil von Trient teil |
|             | Anton I., von Schaumburg                      | 1556           | 1558      | starb, ehe er die Priester- und Bischofsweihe empfangen hatte |
|             | Johann Gebhard von Mansfeld                   | 1558           | 1562      | starb, ehe er die Priester- und Bischofsweihe empfangen hatte |
|             | Friedrich IV., von Wied                       | 1562           | 1567      | wurde vom Papst nicht bestätigt; Amtsverzicht; † 1568 |
|             | Salentin von Isenburg                         | 1567           | 1577      | ab 1574 auch Bischof von Paderborn; trat zurück, heiratete, um sein Geschlecht vor dem Aussterben zu bewahren |
|             | Gebhard I., von Waldburg                      | 1577           | 1582      | bekannte sich zum protestantischen Glauben und heiratete; abgesetzt; † 1601 |
|             | Ernst von Bayern                              | 1583           | 1612      | zugleich Bischof von Münster, Lüttich, Hildesheim, Freising; erster der fünf Bischöfe aus dem Haus Wittelsbach (nach 1478) |
|             | Ferdinand von Bayern                          | 1612           | 1650      | ab 1595 Koadjutor, war zugleich Bischof von Hildesheim, Lüttich, Münster, Paderborn; gründete 1615 das Priesterseminar |
|             | Maximilian Heinrich von Bayern                | 1650           | 1688      | ab 1642 Koadjutor, zugleich Bischof von Lüttich, Hildesheim, Münster und Abt der Reichsabtei Stablo-Malmedy; zog sich 1673 in das Kloster St. Pantaleon zurück |
|             |                                               | 1688           | 1688      | Wilhelm Egon von Fürstenberg erwählter Koadjutor und Kapitularvikar; erreichte jedoch nicht die kirchenrechtlich notwendige Zweidrittelmehrheit im Domkapitel |
|             | Joseph Clemens von Bayern                     | 1688           | 1723      | zugleich Bischof von Lüttich, Hildesheim, Freising, Regensburg; lebte von 1702 bis 1715 im französischen Exil |
|             | Clemens August I. OT                          | 1723           | 1761      | vorher 1716–1719 Bischof von Regensburg, schon seit 1719 Bischof von Münster und von Paderborn, in Köln ab 1722 Koadjutor, zusätzlich ab 1724 Bischof von Hildesheim und ab 1728 von Osnabrück, ab 1732 auch noch Hochmeister des Deutschen Ordens; glanzvollster Barockfürst auf dem erzbischöflichen Thron; erbaute unter anderem die Schlösser Augustusburg und Falkenlust in Brühl sowie Schloss Clemenswerth bei Sögel im Emsland |
|             | Maximilian Friedrich von Königsegg-Rothenfels | 1761           | 1784      | zugleich Bischof von Münster; gründete 1777 unter anderem die Akademie zu Bonn, die sich zu einem Hort der kirchlichen Aufklärung entwickelte |
|             |                                               | 1784           | 1784      | Johann Philipp Jakob von Horn-Goldschmidt als Kapitularvikar |
|             | Maximilian Franz von Österreich OT            | 1784           | 1801      | ab 1780 Koadjutor, war zugleich Bischof von Münster und Hochmeister des Deutschen Ordens; letzter Erzbischof, der zugleich weltlicher Herrscher war |
|             | Anton Viktor von Österreich OT                | 1801           | 1801      | später Hochmeister des Deutschen Ordens, wurde zwar 1801 erst zum Bischof von Münster, dann zum Erzbischof von Köln gewählt und nahm die beiden Wahlen auch an, konnte seine Ämter aber wegen der militärischen Lage nicht mehr antreten. |
|             |                                               | 1801           | 1822      | Johann Hermann Joseph von Caspars zu Weiss als Kapitularvikar |
|             |                                               | 1822           | 1825      | Johann Wilhelm Schmitz als Kapitularvikar |
|             | Ferdinand August von Spiegel                  | 1824 (ernannt) | 1835      | organisierte das Erzbistum neu und war um den priesterlichen Nachwuchs bemüht |
|             | Clemens August II., Droste zu Vischering      | 1835           | 1845      | wurde wegen seiner kompromisslosen Haltung im Mischehenstreit verhaftet und war ab 1837 amtsverhindert |
|             |                                               | 1837           | 1841      | Johann Hüsgen als Apostolischer Generalvikar |
|             |                                               | 1841           | 1841      | Johann Jakob Iven als Apostolischer Administrator |
|             |                                               | 1841           | 1845      | Johannes von Geissel als geschäftsführender Koadjutor |
|             | Johannes Kardinal von Geissel                 | 1845           | 1864      | ab 1841 Koadjutor; war Vorsitzender der Fuldaer Bischofskonferenz; legte 1842 zusammen mit König Friedrich Wilhelm IV. von Preußen den Grundstein zum Weiterbau des Kölner Domes |
|             |                                               | 1864           | 1866      | Johann Anton Friedrich Baudri als Kapitularvikar |
|             | Paulus Melchers                               | 1866           | 1885      | 1874–1885 während des Kulturkampfes verhaftet; ab 1885 Kurienkardinal, ab 1867 Vorsitzender der Fuldaer Bischofskonferenz. In seiner Amtszeit wurde der Kölner Dom 1880 vollendet. |
|             | Philipp III. Kardinal Krementz                | 1885           | 1899      | vorher Bischof von Ermland; war Vorsitzender der Fuldaer Bischofskonferenz |
|             | Hubert Theophil Simar                         | 1899           | 1902      | vorher Bischof von Paderborn |
|             | Antonius II. Kardinal Fischer                 | 1902           | 1912      | unterstützte die Arbeit des Volksvereins für das katholische Deutschland |
|             | Felix Kardinal von Hartmann                   | 1912           | 1919      | vorher Bischof von Münster; war Vorsitzender der Fuldaer Bischofskonferenz; bemühte sich um die Seelsorge der Soldaten |
|             |                                               | 1919           | 1920      | Joseph Vogt als Kapitularvikar |
|             | Karl Joseph Kardinal Schulte                  | 1920           | 1941      | vorher Bischof von Paderborn; teilte 1930 das Bistum Aachen vom Erzbistum Köln ab |
|             |                                               | 1941           | 1942      | Emmerich David als Kapitularvikar |
|             | Josef Kardinal Frings                         | 1942           | 1969      | setzte sich mutig gegen nationalsozialistisches Unrecht ein; war Vorsitzender der Fuldaer Bischofskonferenz; Amtsverzicht aus Altersgründen |
|             | Joseph Kardinal Höffner                       | 1969           | 1987      | ab 1968 Koadjutor und Titularerzbischof von Aquileja, vorher Bischof von Münster (1962–1969); war Vorsitzender der deutschen Bischofskonferenz (1976–1987); Amtsverzicht aus Altersgründen |
|             |                                               | 1987           | 1989      | Hubert Luthe, Weihbischof, Diözesanadministrator |
|             | Joachim Kardinal Meisner                      | 1989           | 2014      | vorher Bischof von Berlin; Amtsverzicht aus Altersgründen |
|             |                                               | 2014           | 2014      | Stefan Heße, Generalvikar, Diözesanadministrator |
|             | Rainer Maria Kardinal Woelki                  | 2014           |           | 2003–2011 Weihbischof in Köln, 2011–2014 Erzbischof von Berlin; am 11. Juli 2014 zum Erzbischof von Köln ernannt; Amtseinführung am 20. September 2014 |